# مسجد جوبلي بيراك السلطان إسماعيل بيترا
مسجد جوبلي بيراك السلطان إسماعيل بيترا (بالملايو: Masjid Jubli Perak Sultan Ismail Petra ) هو مسجد يقع في بلدة رانتاو بانجانغ في محافظة باسير ماس في كلنتن في ماليزيا.

## العمارة
عمارة مسجد جوبلي بيراك السلطان إسماعيل بيترا تعد عمارة فريدة من نوعها، لأنها تجمع بين الهندسة المعمارية الصينية والهندسة المعمارية الإسلامية، ويشبه بناء وتصميم مسجد نيوجيه الذي بني منذ أكثر من 1000 سنة في بكين عاصمة الصين.

## التاريخ
يقع مسجد جوبلي بيراك السلطان إسماعيل بيترا على حافة الطريق السريع بين باسير ماس ورانتاو بانجانغ، يبعد حوالي 2 كم من مدينة رانتاو بانجانغ، بني المسجد في أرض مساحتها 3.7 فدان، وقد بدأ البناء في يوم الثاني عشر من شهر سبتمبر عام 2005، وانتهت أعمال البناء في شهر أغسطس عام 2009، وتقدر التكلفة الإجمالية لبناء المسجد 8.8 مليون رينغيت ماليزي، ويمكن للمسجد أن يستوعب 1000 مصلي في وقت واحد .

## وصلات خارجية
- موقع مسجد جوبلي بيراك السلطان إسماعيل بيترا على الخريطة
- البوم صور مسجد جوبلي بيراك السلطان إسماعيل بيترا